# Sandy Mayer
Alexander "Sandy" Mayer, född 5 april 1952 i Flushing, Queens, New York, är en amerikansk högerhänt tidigare professionell tennisspelare, särskilt framgångsrik som dubbelspelare. Han är äldre bror till tennisspelaren Gene Mayer.

## Tenniskarriären
Sandy Mayer vann som ATP-proffs perioden 1974–1984 10 singel- och 24 dubbeltitlar. Bland dubbelmeriterna märks två i Grand Slam-turneringar. Han rankades som bäst i singel som nummer 7 (april 1982) och i dubbel som nummer 3 (januari 1985). Han spelade totalt in $1 057 783 i prispengar.
Sandy Mayer vann nio av sina singeltitlar på hardcourt eller matta inomhus. Sin allra sista singeltitel vann han på grusunderlag (Gstaad 1983), trots att han främst var serve-volleyspelare. I finalerna besegrade han spelare som Ilie Nastase, Clark Graebner och Stan Smith. Mayer förlorade också 10 singelfinaler under samma period, tre av dessa mot landsmannen Jimmy Connors.
Som singelspelare på proffstouren gjorde han sensation redan i debuten i Wimbledonmästerskapen 1973. Han besegrade då oseedad den försteseedade rumänen Ilie Nastase över fyra set och nådde semifinalen. Han förlorade där mot ryssen Alex Metreveli.
Som dubbelspelare vann han 5 titlar tillsammans med sin yngre bror Gene Mayer, däribland seger i Franska öppna 1979. I finalen besegrade bröderna det australiska spelarparet Ross Case/Phil Dent med 6-4, 6-4, 6-4. Bröderna Mayer blev därmed det första brödraparet som vunnit en dubbeltitel i en GS-turnering. Redan 1975 hade Sandy Mayer vunnit dubbeltiteln i Wimbledon tillsammans med Vitas Gerulaitis. De två vann tillsammans ytterligare fyra dubbeltitlar på touren.
Brödena Mayer tränades bland andra av sin far, Alex Senior som tidigare i olika sammanhang spelat dubbel för både Ungern och Jugoslavien. Sandy Mayer var en utpräglad attackspelare med utomordentliga volleyslag.     

## Grand Slam-titlar
- Franska öppna
  - Dubbel - 1979 (med Gene Mayer)
- Wimbledonmästerskapen
  - Dubbel - 1975 (med Vitas Gerulaitis)

## Övriga professionella titlar
- Singel
  - 1974 - Baltimore, Paramus, Jackson
  - 1977 - Little Rock, Hampton, Stockholm
  - 1978 - St. Louis WCT
  - 1981 - Bologna
  - 1982 - Cleveland
  - 1983 - Gstaad
- Dubbel
  - 1974 - Birmingham, Roanoke
  - 1975 - Roanoke
  - 1976 - Palm Springs, Fort Worth WCT
  - 1977 - Los Angeles, Wembley, Hampton
  - 1978 - Birmingham WCT, San Jose, Guadalajara
  - 1979 - Rancho Mirage
  - 1980 - Colombus, Boston
  - 1981 - Memphis, Bryssel
  - 1982 - Gstaad
  - 1983 - Montreal / Toronto
  - 1984 - Köln, Wien, Stuttgart utomhus, Columbus